# Silvia Pinal
Silvia Pinal Hidalgo (Ciudad de México, 16 de septiembre de 1931-Ciudad de México, 28 de noviembre de 2024) fue una actriz mexicana.
En 1949, debutó en el cine con un papel secundario en la película El pecado de Laura. Su trayectoria prosiguió desarrollándose en los cincuenta durante la Época de Oro del cine mexicano, destacando por filmes como El rey del barrio (1950), Un rincón cerca del cielo (1952), Yo soy muy macho (1953), Un extraño en la escalera (1954), El inocente (1956), y Locura pasional (1956). No obstante, logró la consagración artística y obtuvo reconocimiento internacional en la década de los sesenta, gracias a una trilogía de películas dirigidas por Luis Buñuel, que fueron: Viridiana (1961), El ángel exterminador (1962), y el largometraje Simón del desierto (1965).
Es considerada como una pionera del teatro de comedia musical y de la televisión mexicana. Adicionalmente, incursionó como política y ocupó algunos cargos públicos.
De 1986 a 2007, fue presentadora y productora de la serie de televisión antológica, Mujer, casos de la vida real, programa que alcanzó un estatus de culto por ciertos temas que sus episodios tocaban, algunos de los cuales han sido descritos como «perturbadores».

## Biografía y carrera

### 1931-1948: primeros años e inicios artísticos
Silvia Pinal Hidalgo nació el 16 de septiembre de 1931 en Ciudad de México, siendo hija de María Luisa Hidalgo Aguilar y Moisés Pasquel. Su madre quedó embarazada a los quince años de edad. Moisés Pasquel no quiso reconocer a Silvia, y esta no supo quién era su padre hasta que tuvo entre nueve y diez años. Por parte de su padre biológico, tuvo tres medios hermanos, pero nunca se relacionó con ellos ni con otros familiares de Pasquel.
Cuando Silvia tenía cinco años, su madre se casó con Luis Pinal Blanco, un periodista, militar y político veinte años mayor que ella. Este reconoció a Silvia como su hija y le dio su apellido.
Desde niña, Silvia sentía fascinación por el mundo del entretenimiento, pero también disfrutaba escribir y recitar poesía. Cursó sus primeros estudios en el Colegio Pestalozzi de Cuernavaca y luego en el Instituto Washington en Ciudad de México. Aunque tenía aspiraciones artísticas, su padre insistió en que aprendiera «algo útil». Así, estudió mecanografía, lo que le permitió trabajar como secretaria en Kodak a los 14 años.
Con el deseo de estudiar ópera, comenzó a prepararse con una profesora particular y luego con el profesor Reyes Retana. Su primer acercamiento al mundo artístico se dio al participar en un certamen de belleza, donde obtuvo el título de Princesa Estudiantil de México. En su coronación, conoció a los actores Rubén Rojo y Manolo Fábregas.
Mientras estudiaba bel canto, trabajaba como secretaria en los laboratorios farmacéuticos Carlos Stein. En la academia de música, audicionó para un papel en la ópera La traviata, pero no fue seleccionada. Este fracaso la llevó a inscribirse en cursos de actuación en Bellas Artes, donde fue alumna de Carlos Pellicer, Salvador Novo y Xavier Villaurrutia. En 1947, debutó como extra en la obra teatral Sueño de una noche de verano de William Shakespeare.
Silvia continuó trabajando en la empresa farmacéutica, pero en el departamento de publicidad. Su jefe, al saber de sus estudios de actuación, la animó a participar en comedias radiofónicas en la XEQ, donde debutó con la comedia Dos pesos la dejada, junto a Luis Manuel Pelayo y Carlota Solares.
En la estación de radio conoció a publicistas que la invitaron a unirse a una compañía teatral experimental. Su primera obra fue Los caprichos de Goya, dirigida por Rafael Banquells, con quien inició una relación laboral y sentimental. Banquells logró que Carlos Laverne les permitiera usar el Teatro Ideal para sus montajes, y Silvia debutó con la obra Nuestra Natacha, junto a figuras como Emperatriz Carvajal, Patricia Morán, y Miguel Manzano. Su primer protagónico fue en Un sueño de cristal.

### 1948-1953: introducción al cine y televisión
En 1948, Silvia Pinal fue invitada a participar en un papel secundario en la cinta El pecado de Laura, estrenada en 1949, donde trabajó junto a Rafael Banquells, su esposo en ese momento. Posteriormente, participó en los filmes Bamba, Escuela para casadas y La mujer que yo perdí (1949). Ese mismo año, también actuó en la película Mujer de medianoche. 
En 1950, Pinal fue seleccionada para formar parte del elenco de la película El portero (1950). En ese año también estrenó otras películas, como El rey del barrio (1950) y La marca del zorrillo (1950). Poco después, su carrera tomó un giro significativo al interpretar personajes coestelares en varias producciones, entre ellas: El amor no es ciego (1950), Azahares para tu boda (1950), Recién casados... no molestar (1950), Una gallega baila mambo (1950), La estatua de carne (1951), Por ellas aunque mal paguen y Cuando los hijos pecan (1952).
En 1952, debutó en televisión con el programa de concursos Con los brazos abiertos, que presentó junto al actor Domingo Soler. Durante este tiempo, también participó en Teatro Bon Soir, un programa musical donde introdujo por primera vez el uso de playback en la televisión mexicana.
En 1953, Silvia Pinal recibió su primer reconocimiento importante: un Premio Ariel en la categoría a Mejor Coactuación Femenina por su destacada participación en la película Un rincón cerca del cielo (1952).

### 1953-1956:Época de Oro del cine mexicano
Durante la Época de Oro del cine mexicano, Silvia Pinal continuó consolidando su carrera. En 1953, firmó un contrato con los estudios FILMEX de Gregorio Wallerstein, quien le dio sus primeros papeles protagónicos en las películas Reventa de esclavas (1953) y Yo soy muy macho (1953). Ese mismo año, incursionó en el género musical con la cinta Mis tres viudas alegres.
En 1954, Pinal alcanzó el éxito y reconocimiento tras protagonizar la película Un extraño en la escalera, junto a Arturo de Córdova. Inicialmente, De Córdova prefería como coprotagonista a la actriz italiana Gina Lollobrigida o a la rumbera cubana Rosa Carmina, pues desconfiaba del profesionalismo de Pinal debido a su juventud. Sin embargo, con el apoyo del productor Gregorio Wallerstein, Pinal realizó un cambio de imagen que resaltó su sex appeal, logrando finalmente la aprobación de De Córdova. El rodaje tuvo lugar en La Habana, y la película fue un éxito de taquilla, consagrando a Pinal como una de las principales actrices del cine mexicano.
En 1955, participó en la película antológica Historia de un abrigo de mink y en Cabo de Hornos, una coproducción mexicanohispanochilena.
En 1956, Pinal trabajó junto a Pedro Infante como su coestrella en la comedia El inocente (1956). Ese mismo año, protagonizó Locura pasional, una producción que le valió un Premio Ariel en la categoría a Mejor Actriz.

### 1957-1961: filmografía europea
En 1957, Silvia Pinal recibió su segundo Premio Ariel a Mejor Actriz por su actuación en la película La dulce enemiga. Ese mismo año, protagonizó Mi desconocida esposa y la comedia Viva el amor. En 1958, produjo la primera obra musical en México, Ring, Ring llama el amor, dirigida por Luis de Llano Palmer y presentada en el Teatro del Bosque de Ciudad de México.
El éxito de Pinal en México le abrió las puertas al mercado europeo. Su primer trabajo en el continente fue la coproducción hispanomexicana Las locuras de Bárbara (1958), a la que le siguió la película musical Charleston (1959), también una coproducción entre España y México.

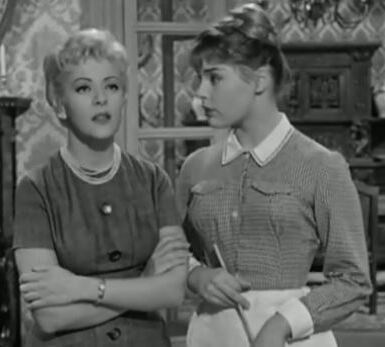
Silvia Pinal junto a Elke Sommer en Uomini e Nobiluomini (1959).

El éxito de sus filmes en Europa llevó a Pinal a trabajar en Italia, donde se desempeñó como actriz y productora de la película Uomini e Nobiluomini (1959), coprotagonizada por Vittorio de Sica y Elke Sommer.
En 1960, bajo la dirección de José María Forqué, protagonizó la película española Maribel y la extraña familia, basada en la obra homónima de Miguel Mihura. Al año siguiente, en 1961, trabajó con Fernando Fernán Gómez en el musical español Adiós, Mimí Pompom, consolidando su presencia en la cinematografía europea.

### 1961-1964: consagración con Luis Buñuel

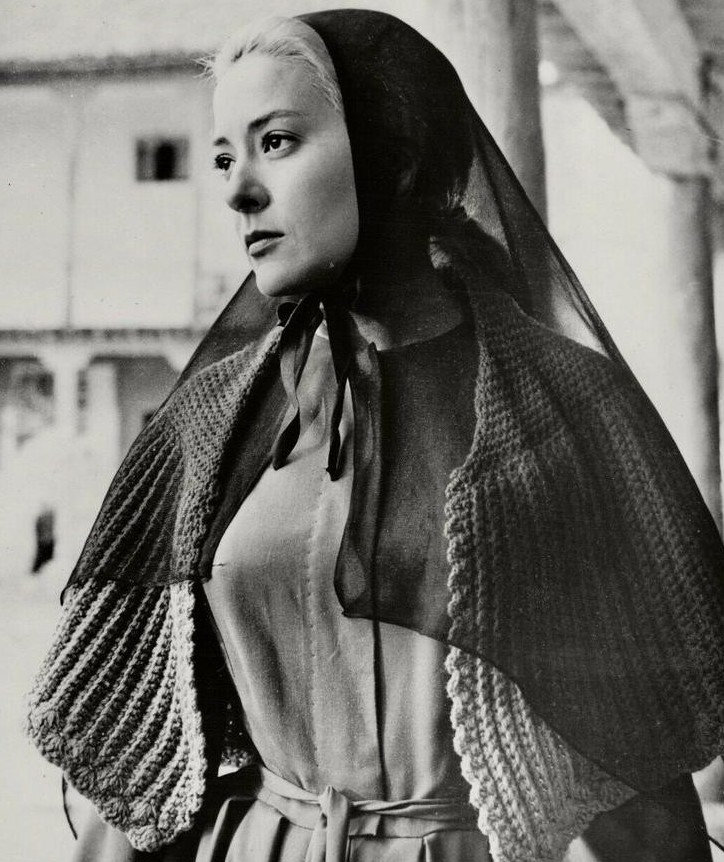
Fotografiada para Viridiana (1961).

Silvia Pinal, con el apoyo de su segundo esposo, el productor Gustavo Alatriste, buscó al director español Luis Buñuel en México y lo convenció de dirigir Viridiana (1961). La cinta fue galardonada con la Palma de Oro en el Festival de Cannes.
A pesar del reconocimiento internacional, la película fue objeto de controversia: la censura franquista en España y el Vaticano la calificaron de blasfema, y el gobierno español ordenó su destrucción. Silvia Pinal logró salvar una copia y llevarla a México, donde, aunque enfrentó la censura vaticana, consiguió estrenarla con ayuda de Salvador Novo en algunas salas de cine.
En 1962, Pinal protagonizó su segunda colaboración con Buñuel, El ángel exterminador. La película fue aclamada por la crítica internacional y, en 2004, el The New York Times la incluyó en su lista de las mejores películas de todos los tiempos.
Su tercera y última colaboración con Buñuel fue Simón del desierto (1964), concebida inicialmente como una película episódica. Pinal y Alatriste buscaron a directores como Federico Fellini y Jules Dassin para dirigir otros episodios, pero ambos solicitaron que sus esposas, Giulietta Masina y Melína Merkoúri, fueran las protagonistas, lo que Pinal rechazó. Finalmente, Buñuel fue el único encargado del proyecto.
En Simón del desierto, Pinal realizó el primer desnudo de su carrera, un hecho inusual en el cine mexicano de la época y el primer desnudo en una película de Buñuel.

### 1965-1986: proyectos posteriores e incursión política
Tras sus trabajos con Buñuel, Silvia Pinal regresó al cine con la comedia Buenas noches, Año Nuevo (1965) y el thriller de misterio Los cuervos están de luto (1965). En 1966, participó en La soldadera y en la coproducción mexicanobrasileña Jogo Perigoso. En 1967, estrenó las coproducciones La bataille de San Sebastian (francoitalianomexicana) y Shark! (mexicanoestadounidense).
En 1968, Pinal estrenó varias películas, como El despertar del lobo, María Isabel, El cuerpazo del delito, La mujer de oro, La hermana trinquete y Los novios. Ese año, debutó en televisión con la telenovela histórica Los caudillos y comenzó el programa Silvia y Enrique, que presentó hasta 1972 junto a su entonces esposo, Enrique Guzmán.
En 1972, realizó por primera vez la comedia musical Mame en su versión mexicana, que fue muy bien recibida y que representaría en otras ocasiones. En 1976, protagonizó el musical Annie es un tiro junto a su hija Viridiana Alatriste, de 13 años. En 1977, estelarizó la película Divinas palabras, donde realizó un desnudo integral, y en 1978 posó desnuda para la revista Interviú.
En 1982, coprotagonizó la telenovela Mañana es primavera junto a su hija Viridiana Alatriste. El 25 de octubre de ese año, Viridiana falleció en un accidente de tránsito a los 19 años, lo que llevó a la cancelación del proyecto teatral Agnes of God, que ambas protagonizarían.
De 1981 a 1987, Pinal fue primera dama de Tlaxcala durante el mandato de su esposo, Tulio Hernández Gómez, y presidenta del DIF estatal. En este cargo, promovió proyectos culturales como la restauración del Teatro Xicohténcatl y la zona arqueológica de Cacaxtla.

### 1987-2001:Mujer, casos de la vida realy militancia política
Aunque comenzó en 1986, no fue hasta 1987 que Silvia Pinal obtuvo un resurgimiento profesional con las transmisiones de la serie de televisión antológica Mujer, casos de la vida real, donde se desempeñó como presentadora y productora. La serie relataba casos de problemas personales basados en historias reales enviadas por los televidentes, dramatizadas por nuevos talentos y actores consagrados, incluyendo figuras destacadas de la Época de Oro del cine mexicano. Pinal también apareció como actriz en el primer episodio de la serie.
En 1988, en asociación con Margarita López Portillo, adquirió el «Cine Estadio», ubicado en la Colonia Roma de Ciudad de México, y lo transformó en el «Teatro Silvia Pinal», un recinto dedicado principalmente a la comedia musical. El teatro fue inaugurado en 1989, con una nueva puesta en escena de Mame, con ella siendo la protagonista. En 1992, adquirió el antiguo Cine Versalles en la Colonia Juárez, para convertirlo en el «Teatro Diego Rivera», que inauguró con el montaje Leticia y Amoricia.
En 1991, Pinal se afilió al Partido Revolucionario Institucional (PRI) y fue elegida como diputada federal. Posteriormente, de 1997 a 2000, se desempeñó como senadora y representante de la Asamblea de Representantes del Distrito Federal. Durante su mandato, impulsó reformas como el derecho del intérprete en la Ley Cinematográfica, trabajó en la Ley de Condominios y la Ley del Turismo, promovió iniciativas a favor de la ecología, la difusión de libros de teatro, y buscó reducir los impuestos al teatro.
En 2000, diversos problemas legales relacionados con su gestión como líder de la Asociación de Productores de Teatro (Protea) llevaron al cierre de su teatro y a un proceso judicial que obligó a Pinal a refugiarse en Miami, Estados Unidos. Tras once meses, fue declarada inocente y regresó a México.
En 2001, tras la cancelación de la telenovela Atrévete a olvidarme, Televisa reubicó las transmisiones de Mujer, casos de la vida real en el horario de dicho melodrama, permitiendo que la serie se emitiera de lunes a sábado.

### 2002-2022: últimos trabajos y retiro
En 2002, apareció en la cinta Ya no los hacen como antes, y participó en la obra Debiera haber obispas. En 2007, luego de 21 años de emisión, concluyó la producción de su programa Mujer, casos de la vida real. Un año después, en 2008, intervino en la obra Adorables enemigas, y tuvo un papel secundario en la telenovela Fuego en la sangre. Como parte de la segunda temporada de la serie Mujeres asesinas en 2009, coprotagonizó el episodio «Rosa, heredera» junto a Daniela Castro. El mismo año, incursionó como actriz de doblaje luego de prestar su voz para doblar al personaje de Mamá Osa en la película mexicana animada para niños, El Agente 00-P2.
En 2010, tuvo personaje estelar en la novela Soy tu dueña. El mismo año y hasta 2014, fungió como secretaria general de la Asociación Nacional de Actores (ANDA).
En 2012, volvió al teatro con la obra Amor, dolor y lo que traía puesto (2012), y en 2013, tuvo una breve aparición en la película Tercera llamada, que se convirtió en su trabajo cinematográfico final. En 2014, el «Teatro Diego Rivera» cambió de nombre para convertirse en el «Teatro Silvia Pinal». Tres años después, en 2017 personificó a doña Imelda en la telenovela Mi marido tiene familia, personaje que repitió en su secuela, Mi marido tiene más familia, transmitida en 2018. Un año después, en 2019, estrenó Silvia Pinal, frente a ti, una serie biográfica sobre su vida, en la que fue interpretada por la actriz Itatí Cantoral.
En mayo de 2022, volvió al teatro en el musical infantil Caperucita, ¡qué onda con tu abuelita!. Luego de recibir varias críticas negativas debido a su aspecto físico durante la realización de la mencionada puesta en escena, la obra finalizó su temporada el mismo año. Entre 2021 y 2022, grabó el cortometraje, El escandaloso encanto de los egos rotos, su trabajo profesional final.

## Vida personal

### Apoyo a la diversidad sexual
En 2013, durante su gestión como secretaria general de la Asociación Nacional de Actores (ANDA), fue entrevistada por el periódico Milenio, el cual le cuestionó su postura en torno a las personas con preferencias sexuales distintas. Ella se mostró en apoyo a la homosexualidad declarando lo siguiente: 

Las costumbres se han quedado atrás. La capital, especialmente, tiene leyes que han apoyado este cambio, entonces yo no soy una gente que esté contra los matrimonios gay, no estoy en contra de las adopciones, ni nada de eso, yo apoyo a la gente que trabaja y que colabora con nosotros.
Silvia Pinal para Milenio, 2013.

### Filantropía
Fue fundadora de la Asociación Rafael Banquells A.C., encargada de brindar ayuda, no lucrativa, a artistas que lo requirieran. Durante su gestión como presidenta de la antedicha asociación, se encargó de presentar los Premios Bravo.

### Matrimonios

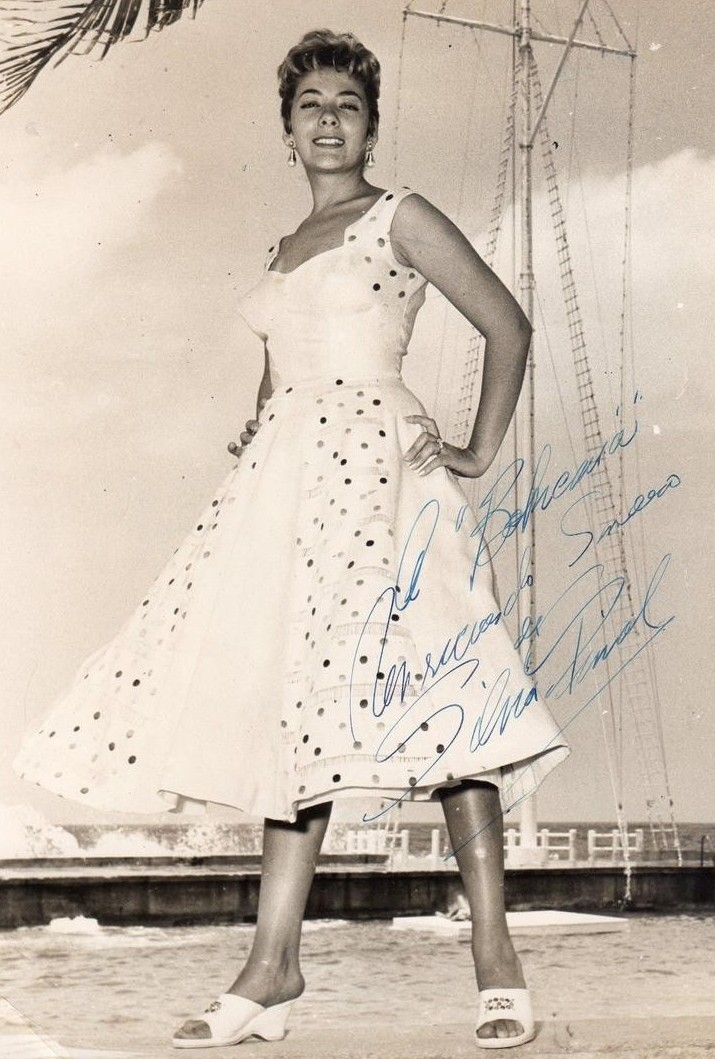
Pinal, c. 1955.

- Su primer matrimonio fue con el actor y director Rafael Banquells, quien fue su primer novio formal. Ambos se casaron en 1947, y su padrino de bodas fue Cantinflas. Años después reconoció que su matrimonio a una edad tan temprana se debió en parte para escapar de la represión de su padre. La unión procreó a una niña, Sylvia Pasquel, antes de que se divorciaran en 1952.[77]

- Su segundo matrimonio fue con el empresario y productor cinematográfico Gustavo Alatriste. Pinal ha revelado en numerosas ocasiones que Alatriste fue el amor de su vida. Silvia conoció a Alatriste en una reunión en casa de Ernesto Alonso cuando él estaba a punto de divorciarse de la actriz Ariadne Welter. Gracias a Alatriste Pinal pudo realizar sus proyectos fílmicos con Luis Buñuel. El matrimonio concluyó en 1967 debido a infidelidades de Alatriste y problemas de negocios entre la pareja.[39] Fruto de su relación con Alatriste tuvo una hija, la también actriz Viridiana Alatriste, quien nació en 1963 y falleció en un accidente automovilístico el 25 de octubre de 1982.[104]

- Su tercer matrimonio fue con el cantante de rock and roll y actor Enrique Guzmán. Pinal y Guzmán se conocieron cuando él acudió como invitado a un show televisivo conducido por Pinal. Pinal y Guzmán se casaron en 1967 a pesar de cierta resistencia de parte de Pinal al ser 11 años mayor que su marido. Su matrimonio duró nueve años. Trabajaron juntos y procrearon dos hijos: la cantante Alejandra Guzmán (nacida en 1968), y el músico y compositor Luis Enrique Guzmán (nacido en 1970).[75] Pinal y Guzmán se divorciaron en 1976, en medio de acusaciones de violencia intrafamiliar.[105]

- Su último matrimonio fue con el político, y entonces gobernador del estado de Tlaxcala, Tulio Hernández Gómez. La pareja contrajo matrimonio en 1982. A través de Hernández Pinal ingresó en el mundo de la política. Pinal y Hernández se divorciaron en 1995.[106][107]

### Relaciones amorosas
Además de sus matrimonios, en distintos momentos de su vida, Pinal sostuvo diversos romances. En 1954, al filmar Un extraño en la escalera, se enamoró de su coestrella, el actor Arturo de Córdova. Otros de sus sonados romances fueron con el empresario mexicano Emilio Azcárraga Milmo, el actor egipcio Omar Sharif, el actor italiano Renato Salvatori y con el empresario estadounidense Conrad «Nicky» Hilton.

## Muerte
El 21 de noviembre de 2024, fue internada en el hospital Médica Sur en Tlalpan, Ciudad de México, por una arritmia cardiaca, presión baja, y una infección urinaria. Aunque inicialmente se informó que había mostrado una mejoría y se esperaba que saliera del nosocomio, el 27 de noviembre, se reportó que había sufrido un deterioro de salud y permanecería hospitalizada. Un día después, el 28 de noviembre, se comunicó que uno de sus pulmones había colapsado, y a las horas iniciales de la noche del mismo día, se anunció su fallecimiento a los 93 años de edad. Su muerte tuvo una amplia cobertura internacional, destacando su legado artístico.
Tras el anuncio oficial de su deceso, el Senado de la República rindió homenaje a su legado con un minuto de silencio y aplausos para conmemorar su trayectoria artística y política. La presidenta de México, Claudia Sheinbaum, expresó sus condolencias a la familia de la actriz y lamentó profundamente su pérdida. Al día siguiente, Sheinbaum le dedicó un breve homenaje biográfico durante su Mañanera del 29 de noviembre. También ese día, se confirmó que Pinal había fallecido como consecuencia de una neumonía, suscitada a raíz del colapso en su pulmón.
El 30 de noviembre, el Instituto Nacional de Bellas Artes y Literatura (INBAL) le organizó un velatorio de cuerpo presente en el Palacio de Bellas Artes, donde familiares, admiradores y colegas se reunieron para despedirla. Posteriormente, su cuerpo fue cremado y sus cenizas fueron entregadas a sus familiares.

## Legado
En 1954, la cerveza Corona lanzó un anuncio publicitario que incluía una canción en la que se mencionaba a Silvia junto a las actrices italianas Gina Lollobrigida, Silvana Mangano y Silvana Pampanini. En 1955, fue pintada por el artista Diego Rivera. De acuerdo con diversas valuaciones, el cuadro podría costar unos 3 millones de dólares. Además de Rivera, Silvia también fue pintada por otros artistas, como Oswaldo Guayasamín, Mario Chávez Marión, Sylvia Pardo y el general Ignacio Beteta Quintana, quien la retrató desnuda.
En 1989, su hija, la cantante y actriz Alejandra Guzmán, le compuso la canción «Bye mamá», que se incluyó en y fue el título de su álbum debut.

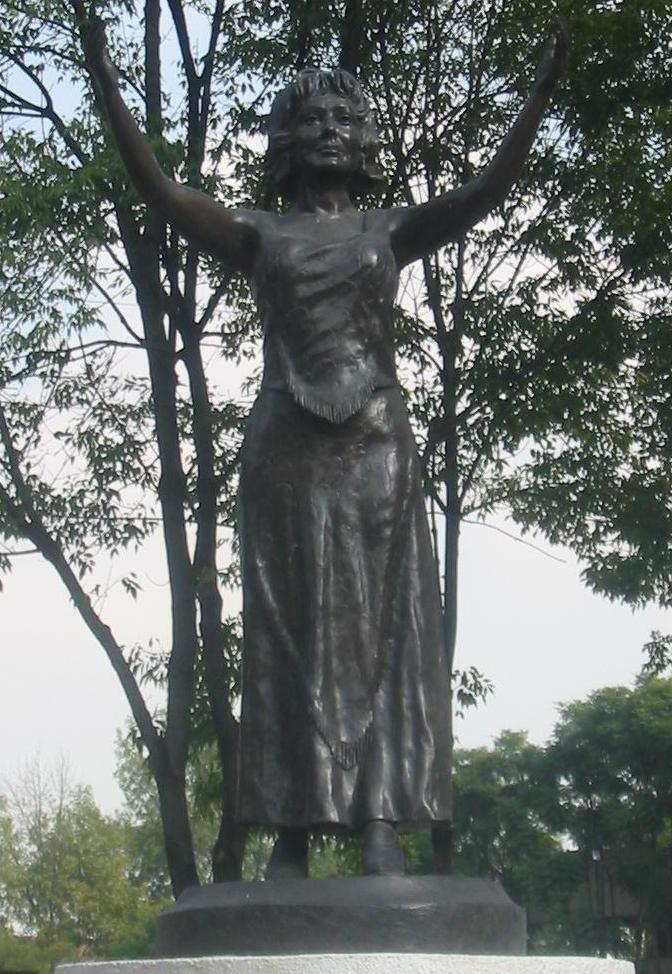
Estatua de Pinal en el Parque de los Venados, fotografiada en 2008.

En 2002, recibió una estatua en su honor establecida en las inmediaciones del Parque de los Venados de Ciudad de México. La obra fue realizada por el escultor Ricardo Ponzanelli. En 2006, fue condecorada en España con la Orden de Isabel la Católica, en el grado de Encomienda, por su contribución cultural al mundo del cine.
En 2013, se le develó una figura de cera en el Museo de Cera de la Ciudad de México. En 2015, publicó su libro autobiográfico titulado, Esta soy yo. En 2016, la Academia de Artes y Ciencias Cinematográficas de Hollywood la eligió como una de sus integrantes en reconocimiento a su larga trayectoria y aportación a la industria del cine internacional. En 2018, el Teatro Hidalgo de Ciudad de México, instituyó una butaca con su nombre. En 2019, fue interpretada por la actriz Carmen Madrid en la teleserie biográfica de su hija Alejandra Guzmán, La Guzmán. El mismo año, se popularizó un meme desprendido de su serie antológica Mujer, casos de la vida real, que consistió en utilizar una de las frases que solía decir antes de presentar un capítulo, «acompáñame a ver esta triste historia», para contar un relato o anécdota funesta, trágica, o graciosa.
El 29 de agosto de 2022, recibió un homenaje en el Palacio de Bellas Artes, lugar del que fue alumna en el Instituto Nacional de Bellas Artes y Literatura (INBAL). Esta celebración se realizó en conmemoración a su trayectoria como actriz. El 18 de octubre del mismo año, fue homenajeada en el Teatro del Bosque Julio Castillo durante la quinta edición de los Premios Metropolitanos de Teatro, donde se le otorgó el premio a la trayectoria profesional.

## Filmografía

### Cine
| Año  | Título                                            | Papel                                | Notas                                |
| ---- | ------------------------------------------------- | ------------------------------------ | ------------------------------------ |
| 1949 | El pecado de Laura                                | Juanita                              |                                      |
| 1949 | Bamba                                             | Emilia                               |                                      |
| 1949 | Escuela para casadas                              | Teresa Moreno                        |                                      |
| 1949 | La mujer que yo perdí                             | Laura                                |                                      |
| 1949 | El portero                                        | Rosa María                           |                                      |
| 1949 | Mujer de medianoche                               | Novia del pintor                     |                                      |
| 1949 | El rey del barrio                                 | Carmelita                            |                                      |
| 1950 | La marca del zorrillo                             | Lupita                               |                                      |
| 1950 | El amor no es ciego                               | Malena                               |                                      |
| 1950 | Azahares para tu boda                             | Tota                                 |                                      |
| 1950 | Recién casados... No molestar                     | Gaby                                 |                                      |
| 1950 | Una gallega baila mambo                           | Carmina                              |                                      |
| 1951 | La estatua de carne                               | Marta                                |                                      |
| 1952 | Cuando los hijos pecan                            | Tencha                               |                                      |
| 1952 | Un rincón cerca del cielo                         | Sonia Ilina                          |                                      |
| 1952 | Sí... Mi vida                                     | Silvia                               |                                      |
| 1952 | Por ellas aunque mal paguen                       | Isabel                               |                                      |
| 1952 | Me traes de una ala                               | Rosita Alba                          |                                      |
| 1952 | Doña Mariquita de mi corazón                      | Paz Alegre                           |                                      |
| 1952 | El casto Susano                                   | Mimí                                 |                                      |
| 1953 | Reventa de esclavas                               | Alicia Sandoval / Isis de Alejandría |                                      |
| 1953 | Yo soy muy macho                                  | María Aguirre                        |                                      |
| 1953 | Mis tres viudas alegres                           | Silvia                               |                                      |
| 1953 | Las cariñosas                                     | Carmen Santibáñez                    |                                      |
| 1953 | Si volvieras a mí                                 | Lidia Kane                           |                                      |
| 1954 | Hijas casaderas                                   | Magdalena                            |                                      |
| 1954 | Un extraño en la escalera                         | Laura                                | Producción cubanomexicana            |
| 1954 | Pecado mortal                                     | Soledad                              |                                      |
| 1954 | La vida tiene tres días                           | María Andrade                        |                                      |
| 1954 | Historia de un abrigo de mink                     | Margot                               |                                      |
| 1954 | El vendedor de muñecas                            | Diana Álvarez                        |                                      |
| 1954 | Amor en cuatro tiempos                            | Silvia                               |                                      |
| 1954 | La sospechosa                                     | Regina de Alba                       |                                      |
| 1955 | Cabo de Hornos                                    | Jimena                               | Producción mexicanohispanochilena    |
| 1955 | Locura pasional                                   | Mabel Mendoza                        |                                      |
| 1955 | Mi desconocida esposa                             | Silvia Heredia                       |                                      |
| 1956 | El inocente                                       | Mané                                 |                                      |
| 1956 | La adúltera                                       | Irene                                |                                      |
| 1956 | La dulce enemiga                                  | Lucrecia                             |                                      |
| 1956 | Una cita de amor                                  | Soledad                              |                                      |
| 1956 | Dios no lo quiera                                 | Felisa                               |                                      |
| 1956 | Viva el amor                                      | Verónica                             |                                      |
| 1956 | El teatro del crimen                              | Ella misma                           |                                      |
| 1957 | Préstame tu cuerpo                                | Leonor Rivas / Regina Salsamendi     |                                      |
| 1957 | Desnúdate Lucrecia                                | Lucrecia                             |                                      |
| 1957 | Una golfa                                         | Diana                                |                                      |
| 1958 | El hombre que me gusta                            | Marta                                |                                      |
| 1958 | Las locuras de Bárbara                            | Bárbara                              | Producción hispanomexicana           |
| 1959 | Charleston                                        | Beatriz                              | Producción hispanomexicana           |
| 1959 | Uomini e gentiluomini (Pan, amor y Silvia)        | Giovanna                             | Producción italiana                  |
| 1960 | Maribel y la extraña familia                      | Maribel                              | Producción española                  |
| 1960 | Adiós, Mimí Pompom                                | Mimí                                 | Producción española                  |
| 1961 | Viridiana                                         | Viridiana                            | Producción hispanomexicana           |
| 1962 | El ángel exterminador                             | Leticia «La Walkiria»                |                                      |
| 1964 | Simón del desierto                                | El Diablo                            |                                      |
| 1964 | ¡Buenas noches, año nuevo!                        | Silvia Reina                         |                                      |
| 1965 | Los cuervos están de luto                         | Piedad                               |                                      |
| 1966 | La soldadera                                      | Lázara                               |                                      |
| 1966 | Estrategia matrimonio                             | Mónica Ferrer                        |                                      |
| 1966 | Jogo Perigoso                                     | Lena Anderson                        | Producción brasileñomexicana         |
| 1966 | La guera Xóchitl                                  | Xóchitl                              |                                      |
| 1967 | Shark!                                            | Anna                                 | Producción mexicanoestadounidense    |
| 1967 | La bataille de San Sebastian                      | Felicia                              | Producción francomexicana e italiana |
| 1967 | María Isabel                                      | María Isabel                         |                                      |
| 1968 | El cuerpazo del delito                            | Magda / Enriqueta                    |                                      |
| 1968 | El despertar del lobo                             | Kim Jones                            |                                      |
| 1968 | El amor de María Isabel                           | María Isabel                         |                                      |
| 1968 | Veinticuatro horas de placer                      | Catalina                             | Producción ecuatorianomexicana       |
| 1969 | La mujer de oro                                   | Silvia Torres                        |                                      |
| 1969 | Los novios                                        | Irene                                |                                      |
| 1969 | La hermana Trinquete                              | Elena                                |                                      |
| 1970 | Secreto de confesión                              | María                                |                                      |
| 1970 | ¡Bang, bang...al hoyo!                            | Doliente                             |                                      |
| 1970 | Caín, Abel...y el otro                            | Ella misma                           |                                      |
| 1971 | ¡Como hay gente sinvergüenza!                     | Silvia Puente / Beatriz              |                                      |
| 1971 | Los cacos (Once al asalto)                        | Berta                                |                                      |
| 1977 | Divinas palabras                                  | Mari Gaila                           |                                      |
| 1978 | Las mariposas disecadas                           | Julia / Cassandra Fuller             |                                      |
| 1979 | México de mis amores                              | Ella misma                           | Documental                           |
| 1980 | El canto de la cigarra                            | Elisa                                | Producción española                  |
| 1980 | El niño de su mamá                                | Tina                                 | Producción española                  |
| 1980 | Dos y dos cinco                                   | Julia                                | Producción española                  |
| 1981 | Carlota (Amor es veneno)                          | Carlota                              | Producción hispanoitaliana           |
| 1982 | Pubis angelical                                   | Beatriz                              | Producción argentina                 |
| 1991 | Modelo antiguo                                    | Carmen Rivadeneira                   |                                      |
| 1993 | Memoria del Cine mexicano                         | Ella misma                           | Documental                           |
| 1997 | El Buñuel mexicano                                | Ella misma                           | Documental                           |
| 2000 | A propósito de Buñuel                             | Ella misma                           | Documental                           |
| 2002 | Ya no los hacen como antes                        | Genoveva                             |                                      |
| 2013 | Una mujer sin sombra: Asunción Balaguer           | Ella misma                           | Documental                           |
| 2013 | Tercera llamada                                   | Delegada de la ANDA                  |                                      |
| 2015 | Tras Nazarín. El eco de una tierra en otra tierra | Ella misma                           | Documental                           |

### Doblaje
| Año  | Título              | Papel    |
| ---- | ------------------- | -------- |
| 2008 | Gake no ue no Ponyo | Yoshie   |
| 2009 | El Agente 00-P2     | Mamá Osa |

### Producción
| Año  | Título                  |
| ---- | ----------------------- |
| 1984 | Cuando los hijos se van |
| 1987 | Tiempo de amar          |

### Televisión
| Año        | Título                               | Papel                               | Notas                                                |
| ---------- | ------------------------------------ | ----------------------------------- | ---------------------------------------------------- |
| 1952       | Con los brazos abiertos              | Ella misma                          | Presentadora                                         |
| 1955       | La telecomedia de Manolo Fábregas    | Varios personajes                   |                                                      |
| 1958       | Teatro Bon Soir                      | Varios personajes                   |                                                      |
| 1958       | Fiesta musical Ford                  | Ella misma / varios personajes      | Presentadora                                         |
| 1966       | A Bob Hope Comedy Special            | Ella misma                          | Programa estadounidense                              |
| 1966       | Los especiales de Silvia Pinal       | Presentadora / Varios personajes    |                                                      |
| 1968-1972  | Silvia y Enrique                     | Presentadora / Varios personajes    |                                                      |
| 1968       | Los Caudillos                        | Jimena                              |                                                      |
| 1973       | ¿Quién?                              | Mirna / Sonia                       |                                                      |
| 1976-78    | ¡Ahora Silvia!                       | Presentadora / Varios personajes    |                                                      |
| 1979       | La revista increíble de Silvia Pinal | Presentadora / Varios personajes    |                                                      |
| 1980       | ¿Y ahora qué?                        | Presentadora / Varios personajes    |                                                      |
| 1981       | Cachún cachún ra ra!'                | Mamá de Viri                        |                                                      |
| 1982-83    | Mañana es primavera                  | Amanda González de Serrano          |                                                      |
| 1984       | Eclipse                              | Magda                               |                                                      |
| 1985       | ¿Qué nos pasa?                       | Mujer enojada                       | Episodio: «Trabajo / Dinero»                         |
| 1986-2007  | Mujer, casos de la vida real         | Presentadora                        |                                                      |
| 1989       | La hora marcada                      | Personaje desconocido               |                                                      |
| 1995       | Lazos de amor                        | Ella misma                          |                                                      |
| 1998       | El privilegio de amar                | Ella misma                          |                                                      |
| 1999       | Derbez en cuando                     | Invitada confundida                 | Episodio: «Mujer cosas de la villa real»             |
| 2000-01    | Carita de ángel                      | Reverenda Lucía                     |                                                      |
| 2001       | Aventuras en el tiempo               | Ella misma                          |                                                      |
| 2002       | La hora pico                         | Ella misma / Varios personajes      | Episodio: «Invitada: Silvia Pinal»                   |
| c. 2005    | Incógnito                            | Ella misma                          | Segmento: «Mi papá es un duende, visitando Televisa» |
| 2007, 2019 | Una familia de diez                  | Doña Silvia                         | Episodios: «La nueva dueña» y «La cereza del pastel» |
| 2007       | Amor sin maquillaje                  | Ella misma                          |                                                      |
| 2008       | Fuego en la sangre                   | Santa Margarita Lorenza Vda. de Paz |                                                      |
| 2009       | Mujeres asesinas                     | Inés Someyera                       | Episodio: «Rosa Heredera»                            |
| 2010       | Soy tu dueña                         | Isabel Rangel Vda. de Dorantes      |                                                      |
| 2011       | Una familia con suerte               | Ella misma                          |                                                      |
| 2017-19    | Mi marido tiene familia              | Doña Imelda Sierra Vda. de Córcega  |                                                      |
| 2019       | Silvia Pinal, frente a ti            | Ella misma (narradora)              |                                                      |
| 2019       | Juntos el corazón nunca se equivoca  | Doña Imelda Sierra Vda. de Córcega  |                                                      |

### Teatro

#### Como actriz
| Año  | Obra                                               |
| ---- | -------------------------------------------------- |
| 1947 | Sueño de una noche de verano                       |
| 1947 | Lo caprichos de Goya                               |
| 1948 | Nuestra Natacha                                    |
| 1949 | El sueño de cristal                                |
| 1949 | Fausto y Margarita                                 |
| 1950 | Cuarto para vivir                                  |
| 1950 | La Familia Barret                                  |
| 1950 | Celos del aire                                     |
| 1950 | Don Juan Tenorio                                   |
| 1950 | El cuadrante de la soledad                         |
| 1950 | Historia de una escalera                           |
| 1950 | La loca de Chaillot                                |
| 1951 | Divorciémonos                                      |
| 1954 | La Sed                                             |
| 1955 | Anna Christie                                      |
| 1957 | Aló, Aló, número equivocado                        |
| 1957 | Sube y baja para dos                               |
| 1958 | Ring ring llama el Amor                            |
| 1964 | Irma la dulce                                      |
| 1965 | Cualquier miércoles                                |
| 1972 | Mame                                               |
| 1975 | Vidas privadas                                     |
| 1976 | Annie es un tiro                                   |
| 1977 | ¡Felicidades Silvia!                               |
| 1978 | El año próximo, a la misma hora                    |
| 1978 | Plaza Suite                                        |
| 1983 | La libélula                                        |
| 1985 | Mame                                               |
| 1985 | La señorita de Tacna                               |
| 1985 | Las memorias de la Divina Sarah                    |
| 1986 | Anna Karenina                                      |
| 1989 | Mame                                               |
| 1990 | Los enredos de una mentirosa                       |
| 1991 | Leticia y Amoricia                                 |
| 1994 | Mamá nos quita los novios                          |
| 1996 | ¡Que tal Dolly!                                    |
| 1998 | Gypsy                                              |
| 2002 | Debiera haber obispas                              |
| 2008 | Adorables enemigas                                 |
| 2011 | Por la vereda tropical (Homenaje a Gonzalo Curiel) |
| 2012 | Amor, dolor y lo que traía puesto                  |
| 2022 | Caperucita ¡Qué onda con tu abuelita!              |

#### Como productora
| Año  | Obra                  |
| ---- | --------------------- |
| 1989 | A Chorus Line         |
| 1991 | Cats                  |
| 1993 | La jaula de las locas |

## Premios y nominaciones

### Premios Ariel
| Año  | Categoría                  | Trabajo nominado          | Resultado             |
| ---- | -------------------------- | ------------------------- | --------------------- |
| 1953 | Mejor coactuación femenina | Un rincón cerca del cielo | Ganadora              |
| 1956 | Mejor actriz               | Un extraño en la escalera | Nominada              |
| 1957 | Mejor actriz               | Locura pasional           | Ganadora              |
| 1958 | Mejor actriz               | La dulce enemiga          | Ganadora              |
| 2008 | Ariel de oro               | Trayectoria artística     | Trayectoria artística |

### Diosas de Plata
| Año  | Categoría                     | Trabajo nominado              | Resultado | Ref.    |
| ---- | ----------------------------- | ----------------------------- | --------- | ------- |
| 1965 | Por su labor en el extranjero | Por su labor en el extranjero | Ganadora  | [ 158 ] |
| 1966 | Mejor actriz                  | Los cuervos están de luto     | Ganadora  | [ 159 ] |
| 1978 | Mejor actriz                  | Divinas palabras              | Ganadora  | [ 160 ] |
| 2009 | Trayectoria artística         | Trayectoria artística         | Ganadora  | [ 161 ] |

### Premios TVyNovelas
| Año  | Categoría                                       | Trabajo nominado             | Resultado |
| ---- | ----------------------------------------------- | ---------------------------- | --------- |
| 1983 | Mejor actriz                                    | Mañana es primavera          | Ganadora  |
| 1991 | Mejor serie transmitido por 5 años consecutivos | Mujer, casos de la vida real | Ganadora  |
| 1996 | Por 10 años de permanencia al aire              | Mujer, casos de la vida real | Ganadora  |
| 2001 | Mejor programa dramático                        | Mujer, casos de la vida real | Ganadora  |
| 2002 | Mejor programa dramático                        | Mujer, casos de la vida real | Ganadora  |
| 2005 | Mejor teleserie de contenido social             | Mujer, casos de la vida real | Ganadora  |
| 2006 | Mejor programa de comedia o serie               | Mujer, casos de la vida real | Nominada  |
| 2007 | Serie con más larga transmisión                 | Mujer, casos de la vida real | Ganadora  |
| 2018 | Mejor primera actriz                            | Mi marido tiene familia      | Ganadora  |
| 2011 | Mejor primera actriz                            | Soy tu dueña                 | Nominada  |
| 2012 | Premio especial a «vida de telenovela»          | Trayectoria artística        | Ganadora  |

### Premios GLAAD
| Año  | Categoría                 | Trabajo nominado            | Resultado | Ref.    |
| ---- | ------------------------- | --------------------------- | --------- | ------- |
| 2009 | Mejor episodio individual | Mujer casos de la vida real | Ganadora  | [ 162 ] |

### Premios ACPT
| Año  | Categoría         | Trabajo nominado   | Resultado | Ref.    |
| ---- | ----------------- | ------------------ | --------- | ------- |
| 2008 | Actriz en comedia | Adorables enemigas | Ganadora  | [ 163 ] |

### Premios Bravo
| Año  | Categoría            | Trabajo nominado        | Resultado | Ref.    |
| ---- | -------------------- | ----------------------- | --------- | ------- |
| 2018 | Mejor primera actriz | Mi marido tiene familia | Ganadora  | [ 164 ] |

### Premios Eres
| Año  | Categoría            | Trabajo nominado      | Resultado |
| ---- | -------------------- | --------------------- | --------- |
| 1993 | Mejor obra de teatro | La jaula de las locas | Ganadora  |

### TV Adicto Golden Awards
| Año  | Categoría            | Trabajo nominado            | Resultado | Ref.    |
| ---- | -------------------- | --------------------------- | --------- | ------- |
| 2018 | Mejor primera actriz | Mi marido tiene más familia | Ganadora  | [ 165 ] |